# Girart de Vienne
Girart de Vienne [žirár d'vjenn] (počátek 13. století) je jeden z francouzských středověkých hrdinských eposů, tzv. chansons de geste. Jeho autorem je francouzský žakéř z Champagne Bertrand de Bar-sur-Aube. Píseň popisuje konflikt hraběte Girarta z Vienne s Karlem Velikým a je řazen do Cyklu Viléma Oranžského.
Epos je – podobně jako Píseň o Girartovi de Roussillon – založen na osobě Girarta de Roussillon, což byl pařížský hrabě, hrabě z Vienne, vévoda z Lyonu a správce Dolního Burgundska (Provence), a na jeho sporu s Karlem Holým. V tomto eposu je ale Girart jedním ze čtyř synů Garina z Monglane a tedy strýcem Aymeriho de Narbonne (otce Viléma Oranžského) a také strýcem Oliviera a Rolanda.
Z eposu rovněž pochází rozdělení chansons de geste do tří cyklů, z nichž každý je pojmenován po hlavní osobě nebo podle předka rytířů z cyklu.

## Obsah eposu
Manželka Karla Velikého zesměšnila Girarta de Vienne. Byla to z její strany msta za to, že byla Girartem odmítnuta, než se jako vdova po burgundském vévodovi stala císařovnou. O této pohaně se dozví Girartův synovec Aymeri de Narbonne a vyvolá válku trvající sedm let. Nakonec se Karel a Girart dohodnou, že konflikt vyřeší souboj Rolanda s Olivierem. Boj trvá dlouho a nakonec není ani ten rozhodnut, protože se zjeví anděl přinášející rozkaz od Boha, aby všichni ukončili své rozbroje a obrátili se proti nevěřícím. Dojde k usmíření a nakonec i zarputilý Aymeri slíbí císaři věrnost. Roland s Olivierem si pak přísahají věrné přátelství a je oznámena svatba Olivierovy sestry Aldy s Rolandem, kteří se dlouho milují. V tu chvíli se všichni dozví, že do Gaskoňska vtrhli Saracéni.